# الجمعية الأمريكية للفلسفة
الجمعية الأمريكية للفلسفة تأسست في سنة 1743 يقع مقرها الرئيسي في مدينة فيلادلفيا بولاية بنسيلفانيا. تمتلك هذه الجمعية سمعة علمية بارزة على الصعيد العالمي، وتهدف إلى تعزيز المعرفة في العلوم الإنسانية وتعميق البحث العلمي في هذا المجال. كما تقوم بتنظيم اجتماعات وتوزيع منشورات وتوعية المجتمع. وقد لعبت هذه الجمعية دوراً مهماً في الحياة الثقافية والفكرية الأمريكية لأكثر من 270 عام.
تركز نشاطات هذه الجمعية على تقديم المنح البحثية نشر المجلات وإدارة متحف الجمعية الأمريكية الفلسفية، إضافة إلى امتلاكها مكتبة كبيرة وعقد اجتماعات دورية تقدم فيها دراسات في مجالات مختلفة من العلوم الإنسانية

## التاريخ
أسست هذه الجمعية في سنة 1743 من قبل بنجامين فرانكلين وجون بارترام، وقد تأسست بعد عامين من تأسيس جامعة بنسلفانيا لتبقى هذه الجمعية على ارتباط وثيق مع الجامعة. وقد انضم إليها مع بداياتها نخبة من المفكرين الأمريكيين مثل جورج واشنطن وجون آدامز وتوماس جفرسون وألكسندر هاميلتون وجيمس ماكهنري وتوماس بين وغيرهم.
اتحدت في سنة 1769 مع الجمعية الأمريكية لإرقاء العلوم المفيدة تحت اسم «الجمعية الأمريكية الفلسفية المعقودة في فيلادلفيا لترقية العلوم المفيدة» وانتخب بنجامين فرنكلين كأول رئيس لهذه الجمعية الوليدة.
انتخب فرانسيس هوبكينسون رئيساً للجمعية بعد الثورة الأمريكية. وتحت تأثيره استطاعت الجمعية الحصول على أرض حكومية في بنسلفانيا وقطعة أرض في فيلادلفيا حيث أنشأت قاعة الفلسفة هناك.
.

## معرض صور

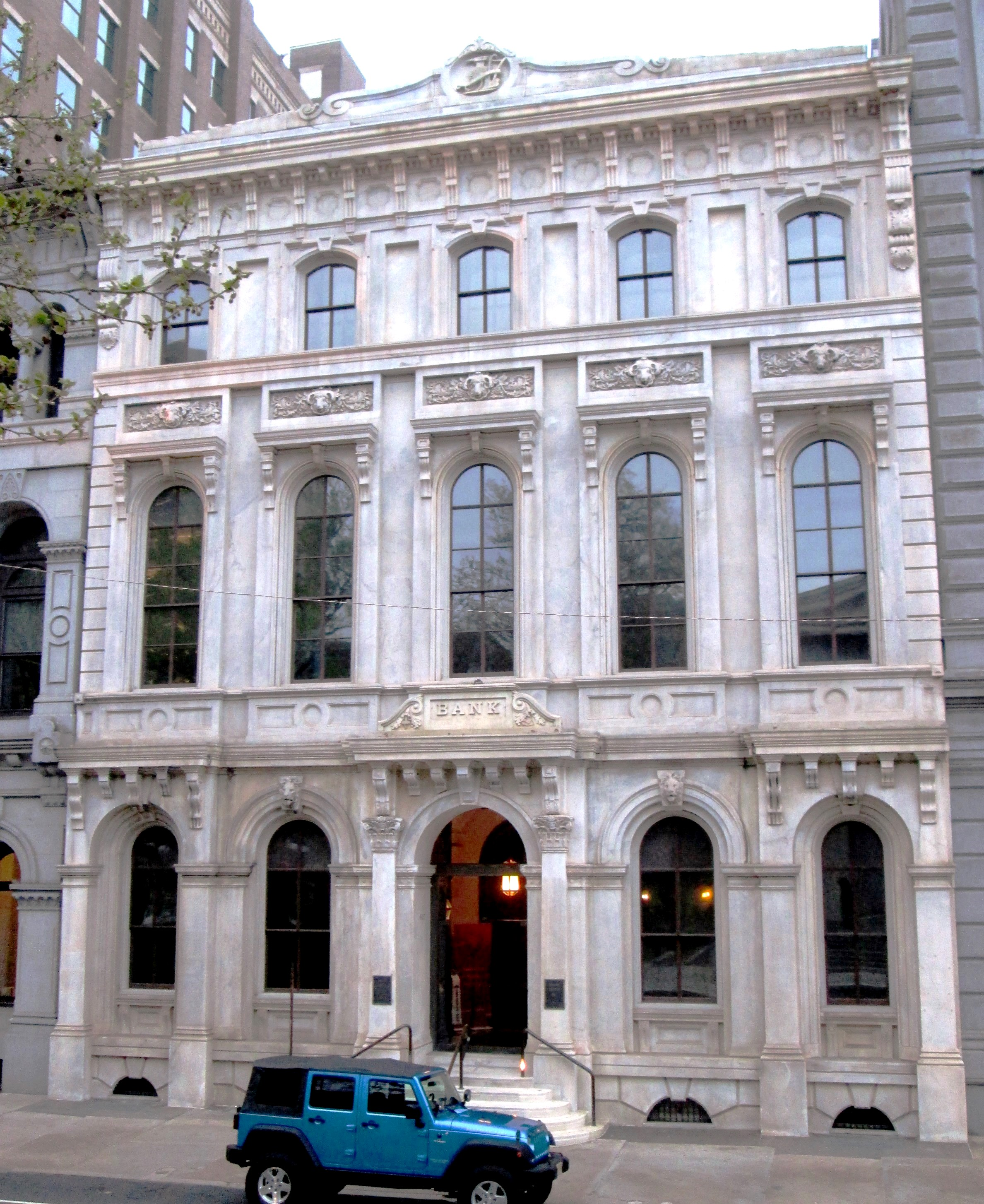
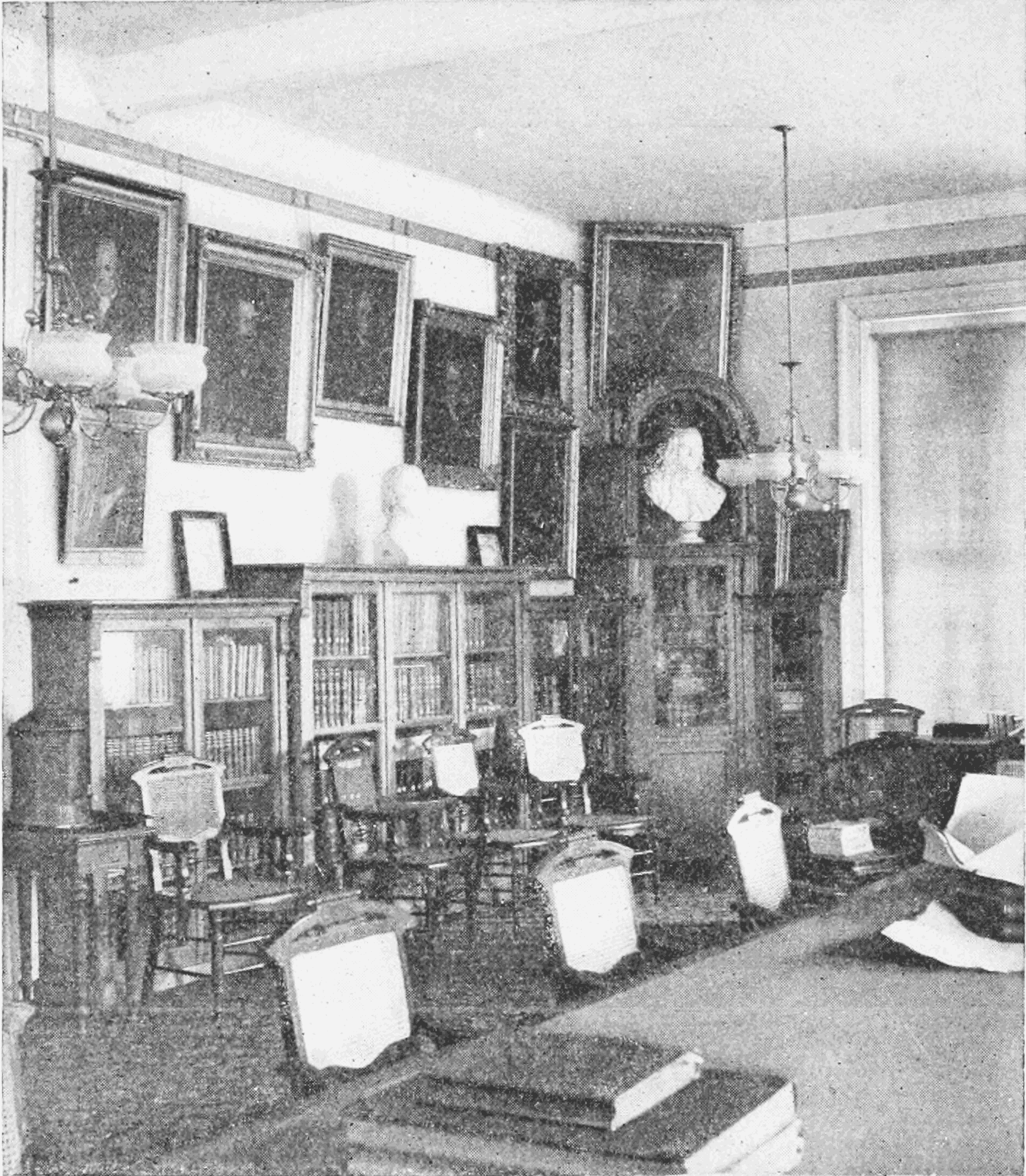
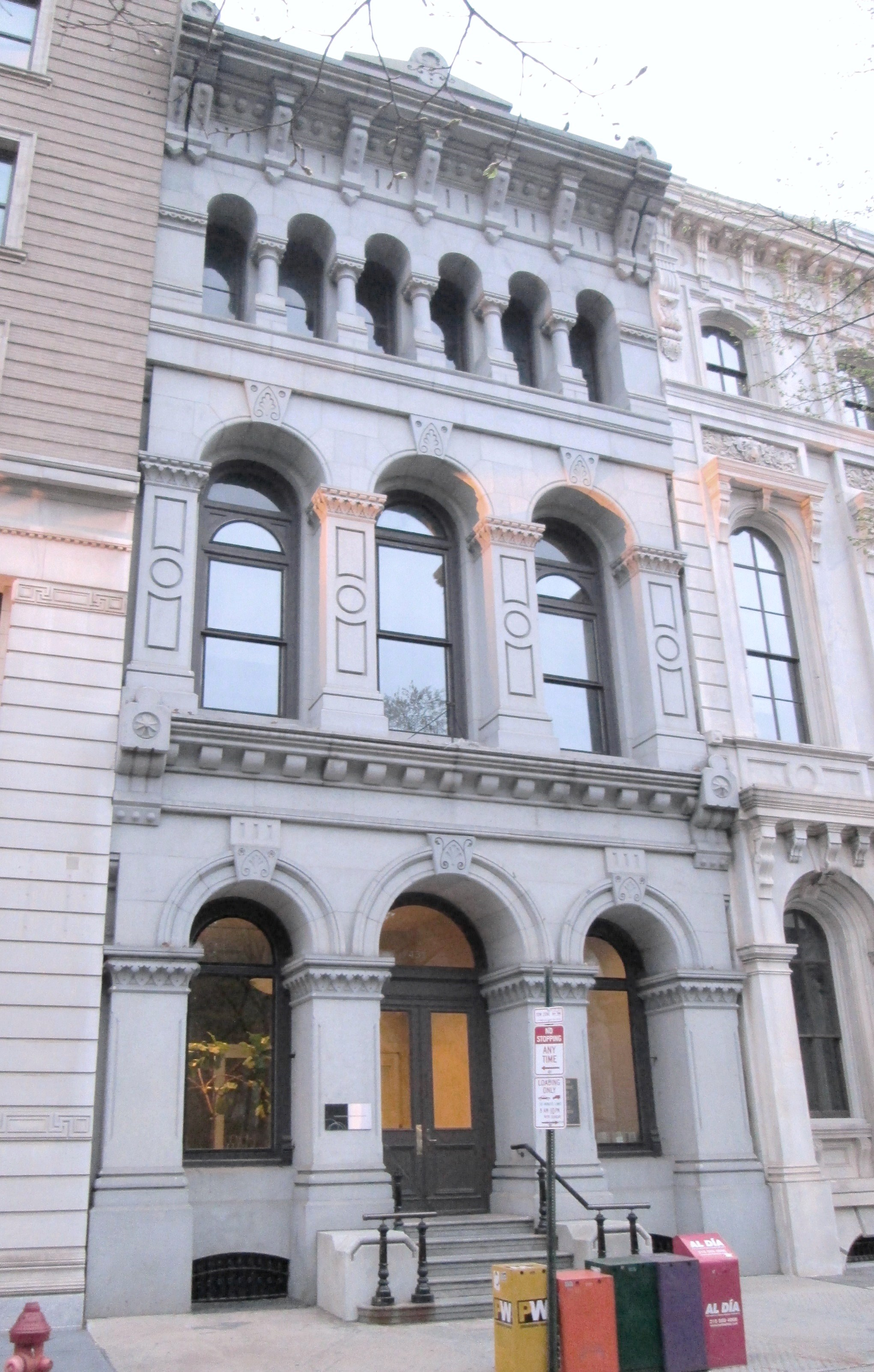

## اقرأ أيضًا
جون سارتين

## روابط خارجية
- الجمعية الأمريكية للفلسفة على موقع الموسوعة البريطانية (الإنجليزية)